# Sophie Lindner
Sophie Lindner (* 20. Juli 2002 in Wien) ist eine österreichische Fußballspielerin, die als Torhüterin spielt. Sie ist seit Juli 2024 Vertragsspielerin der TSG 1899 Hoffenheim.

## Karriere

### Österreich
Lindner begann im Alter von elf Jahren in der Jugendabteilung des USC Landhaus Wien mit dem Fußballspielen. Im Alter von 16 Jahren rückte sie in die zweite Mannschaft auf und kam in der Future League bis zum Saisonende 2019/20 zu Punktspielen. Über ein Leihgeschäft mit dem SKN St. Pölten gehörte sie diesem eine Saison lang an, ohne jedoch in der Bundesliga eingesetzt worden zu sein. Als Teil der Mannschaft durfte sie sich dennoch über die errungene Meisterschaft erfreuen. Doch für die Zweitvertretung bestritt sie sechs Punktspiele, letztmals am 29. Mai 2021 (18. Spieltag) bei der 1:3-Niederlage im Heimspiel gegen die Zweitvertretung des FC Bergheim in der Future League zum Einsatz.

### Vereinigte Staaten
Nach Wien zurückgekehrt, gehörte sie einen Monat lang der ersten Mannschaft des USC Landhaus Wien an, bevor sie sich in die Vereinigten Staaten begab, um ein Studium zu beginnen; dem vorausgegangen war das erfolgreiche Ablegen der Matura am Wiener Ballsportgymnasium. Für das Sport-Team der University of Evansville in der gleichnamigen Stadt im Bundesstaat Indiana, den Purple Aces, kam sie im Spieljahr 2021 nicht zum Einsatz, gewann jedoch wertvolle Erfahrungen im Training mit dem Torwartteam. Im Spieljahr 2022 wurde sie in fünf Meisterschaftsspielen in der Missouri Valley Conference innerhalb der NCAA Division I eingesetzt. Ihr Debüt gab sie am 28. August 2022 beim 2:1-Sieg im Auswärtsspiel gegen die Eagles, dem Sport-Team der Morehead State University aus dem Bundesstaat Kentucky.

### Österreich
Anfang des Jahres 2023 nach Österreich zurückgekehrt, fand sie im FK Austria Wien ihren neuen Verein. An sieben aufeinanderfolgenden Spieltagen (10. – 17. Spieltag) gehörte sie dem Spieltagskader an, gab ihre „nachgeholte“ Bundesligapremiere erst am 7. Mai 2023 (14. Spieltag) bei der 1:2-Niederlage im Auswärtsspiel gegen den FC Wacker Innsbruck. Am darauffolgenden Spieltag, am 13. Mai 2023, erlebte sie den 5:1-Sieg im Heimspiel gegen den SKV Altenmarkt spielerisch mit. Für die zweite Mannschaft bestritt sie sechs Punktspiele in der Future League. 

### Deutschland
Zum Saisonende verließ sie den Verein und begab sich nach Deutschland; sie wurde vom 1. FSV Mainz 05 verpflichtet. In der Regionalliga Südwest, der dritthöchsten Spielklasse, kam sie in zwölf Punktspielen (11 S, 1 N – 61:5 Tore) zum Einsatz trug zur Meisterschaft in dieser Spielklasse bei. Des Weiteren wurde sie in den beiden Aufstiegsspielen für die 2. Bundesliga eingesetzt; gegen den Meister der Regionalliga West, dem VfL Bochum wurde das Hin- und Rückspiel mit 2:4 und 1:2 verloren und der angestrebte Aufstieg verpasst.
Zur Saison 2024/25 wurde sie vom Bundesligisten TSG 1899 Hoffenheim verpflichtet. Bislang spielte sie viermal für die Zweitvertretung des Vereins in der Regionalliga Süd.

## Erfolge
- Österreichischer Meister 2021 (mit dem SKN St. Pölten; ohne Einsatz)
- Meister Regionalliga Südwest 2024 (mit dem 1. FSV Mainz 05)